# Louis Caput
Louis Caput (Saint-Maur-des-Fossés, 23 januari 1921 – Parijs, 1 januari 1985) was een Frans wielrenner en ploegleider.

## Wielercarrière
Caput was professioneel wielrenner van 1942 tot 1957. Zijn meest aansprekende successen waren zijn overwinning in de klassieker Parijs-Tours in 1948 en zijn titel als nationaal kampioen van Frankrijk op de weg in 1946. Hij stond tussen 1947 en 1956 negen maal aan de start van de Ronde van Frankrijk en won twee etappes. 
In 1950 werd hij derde in de Ronde van Vlaanderen.
In het peloton stond hij bekend als een zeer beminnelijk en slim coureur en had hij de bijnaam van P'tit Louis (kleine Louis) vanwege zijn kleine gestalte. 

## Ploegleiderschap
Caput stopte in 1957 als wielrenner en ging in de vastgoedhandel in Vincennes, een voorstad van Parijs. In 1966 werd hij ploegleider van een geheel nieuwe ploeg, Kamomé-Dilecta, een combinatie van Japans bedrijf  van wasmachines en een Frans wielerfabrikant die ook al in de dertiger jaren een wielerteam had gesponsord. De ploeg kwam al spoedig in de problemen toen Kamomé in financiële moeilijkheden geraakte en de renners niet meer betaald werden. Ze werden zogenaamd betaald "à la musette" hetgeen betekende dat ze van de firma een fiets en een sponsortrui kregen en dat ze alleen werden betaald als er gewonnen werd. 
De Franse zakenman Jean de Gribaldy nam, samen met Frimatic, een andere fabrikant van wasmachines, het sponsorschap over. Caput zou samen met hem het team gaan leiden, maar zijn organisatie was erg rommelig. Het Gribaldy team was slecht georganiseerd, de renners wisten pas enkele uren voor de start van een wedstrijd waar ze moesten rijden. Sommige renners wilden de ploeg verlaten. Caput leidde het team in 1968 en 1969, het volgende jaar werd de leiding overgenomen door een andere oud-coureur, Antonin Magne die hiervoor de leiding had over het befaamde Mercier-BP team waarvoor onder andere Raymond Poulidor reed. Caput werd benoemd tot manager. 
Louis Caput overleed op nieuwjaarsdag 1985 in het 15e arrondissement van Parijs. Ter ere van hem wordt nog elk jaar een wielerwedstrijd georganiseerd voor jong talent, "le Souvenir Louis Caput".

## Overwinningen en ereplaatsen
1942
Circuit d'Auray
1946
- Frans kampioen op de weg, Elite
- 1e in Parijs-Reims

1948
- 1e in Parijs-Tours
- 3e in het Criterium der Azen
- 3e in Luik-Bastenaken-Luik
- 1e in Parijs-Limoges
- 2e in de 3e etappe Ronde van Luxemburg

1949
- 1e in Ain-Temouchent
- 1e in GP de l'Echo d'Oran
- 1e in de 9e etappe Ronde van Frankrijk

1950
- 3e in de Ronde van Vlaanderen

1952
- 3e in Parijs-Tours
- 1e in het eindklassement GP de la Bicicleta Eibarresa

1953
- 2e in de 1e etappe Ronde van Picardië
- 1e in het eindklassement Ronde van Picardië
- 1e in de 6e etappe Ronde van Marocco
- 1e in de 9e etappe Ronde van Marocco
- 1e in het eindklassement Euskal Bizikleta
- 2e in de 6e etappe Ronde van Frankrijk

1955
- 3e in het Nationaal Kampioenschap op de weg, elite
- 1e in Parijs-Limoges
- 1e in de 14e etappe Ronde van Frankrijk

1956
- 1e in de 2e etappe Criterium du Dauphiné Libéré
- 2e in de 4e etappe Criterium du Dauphiné Libéré
- 1e in de 6e etappe Criterium du Dauphiné Libéré
- 1e in Montluçon
- 2e in het Critérium International

## Resultaten in voornaamste wedstrijden
| Jaar | Ronde van Italië | Ronde van Frankrijk | Ronde van Spanje |
| ---- | ---------------- | ------------------- | ---------------- |
| 1947 |                  | opgave              |                  |
| 1948 |                  | opgave              |                  |
| 1949 |                  | opgave (1)          |                  |
| 1950 |                  |                     |                  |
| 1951 |                  | 45e                 |                  |
| 1952 |                  | opgave              |                  |
| 1953 |                  | opgave              |                  |
| 1954 |                  | opgave              |                  |
| 1955 | 68e              | 54e (1)             | 55e              |
| 1956 |                  | 56e                 |                  |

| Jaar | Milaan-San Remo | Ronde van Vlaanderen | Parijs-Roubaix | Luik-Bast.‑Luik | Parijs-Tours | Waalse Pijl |
| ---- | --------------- | -------------------- | -------------- | --------------- | ------------ | ----------- |
| 1947 |                 |                      |                |                 |              |             |
| 1948 |                 | 42e                  | 13e            | ↑               | Goud         |             |
| 1949 |                 | 7e                   | 12e            | 21e             | 11e          | 7e          |
| 1950 | 5e              | ↑                    |                |                 |              |             |
| 1951 |                 | 15e                  | 68e            |                 | 22e          |             |
| 1952 |                 |                      | 41e            |                 | Brons        |             |
| 1953 |                 |                      |                |                 | 25e          |             |
| 1954 |                 |                      | 30e            |                 | 47e          |             |
| 1955 |                 |                      |                |                 |              |             |
| 1956 | 45e             |                      |                |                 | 13e          |             |

## Ploegen
- 1942 - 1944: Dilecta - Wolber
- 1945: Genial Lucifer
- 1946 - 1947: Metropole - Dunlop
- 1948 - 1950: Olympia - Dunlop
- 1951: Dilecta - Wolber
- 1952: Carrara - Dunlop
- 1953: Gitane - Hutchinson
- 1954: Rochet - Dunlop
- 1955: Arliguie - Hutchinson
- 1956: Saint-Raphael - R. Geminiani
- 1957: Essor - Leroux